# Centro di produzione Mediaset di Cologno Monzese
Il Centro di produzione Mediaset di Cologno Monzese (ex Cinelandia) è il principale centro di produzione Mediaset, si trova in viale Europa 44/46/48 a Cologno Monzese, nella città metropolitana di Milano.

## Storia
La storia degli studi televisivi di Cologno Monzese ha inizio formalmente nel 1960 con l'idea del progetto di Cinelandia, un'iniziativa nata grazie al supporto della Icet-De Paolis (società già creata in precedenza dall'unione degli Icet Studios di Francesco Corti e dal produttore romano De Paolis con il supporto della società di doppiaggio Fono Roma e della Gavioli, poi Gamma Film). L'obiettivo del progetto, ambizioso già per l'epoca, era quello di creare alle porte di Milano un contesto economico e sociale favorevole per rilanciare il boom economico verificatosi dopo la guerra, un grande centro di produzione per l'industria cinematografica e della televisione, grazie alla sempre maggior diffusione del mezzo di comunicazione.

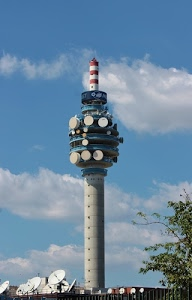
Torre Mediaset

Nell'area di viale Europa a Cologno Monzese vengono dunque trasferiti tutti i teatri di posa del gruppo Icet-De Paolis, gli studi di supporto sonoro e di doppiaggio della Fono Roma, le attività e i teatri della Gavioli, quasi a voler rivaleggiare con la romana e storica Cinecittà. Sulla scia delle sperimentazioni di Disney oltreoceano, proprio in questi studi incomincia la produzione dei primi disegni animati per la pubblicità, affiancati allo storico programma Carosello. La florida produzione in loco, attirò ben presto l'insediamento delle prime TV private italiane come Telelombardia e Telealtomilanese che divennero dai loro albori clienti fisse del centro produttivo di Cinelandia.
Alla fine del 1982 l'intera area della Icet-De Paolis viene acquistata da Silvio Berlusconi che ne fa il nucleo portante delle produzioni a marchio Fininvest e rileva anche il network nazionale Italia 1 di Edilio Rusconi. Dal 1993, quando tutte le attività del gruppo televisivo vennero raggruppate nella nuova società Mediaset, il centro ha incominciato la costruzione su larga scala di nuovi studi televisivi con conseguente adeguamento degli spazi alle esigenze della produzione televisiva moderna, oltre alla realizzazione della storica torre per le trasmissioni, simbolo distintivo essa stessa di Mediaset.
Presso il Centro di produzione Mediaset di Cologno Monzese, dai primi anni ottanta, sono stati realizzati i principali programmi di Canale 5, Italia 1 e Rete 4, tra cui i giochi a quiz e varietà presentati da Mike Bongiorno come Superflash, Pentatlon, Telemike, Tutti x uno, Momenti di gloria, Telemania, Genius, Il migliore e dodici edizioni de La ruota della fortuna, Ok, il prezzo è giusto!, Passaparola, Chi vuol essere milionario?, Casa Vianello, Buona Domenica, Scherzi a parte, Stranamore, Paperissima - Errori in TV, Raffaella Carrà Show, Una rotonda sul mare, Sapore di mare, La notte vola, Il gioco delle coppie, Tra moglie e marito, Il gioco dei 9, Doppio slalom, Help!, Babilonia, La sai l'ultima?, La stangata, Re per una notte, Generazione X, Tempi moderni, Iva Show, Cento milioni + IVA, Non dimenticate lo spazzolino da denti, Bim Bum Bam, Ciao Ciao, Urka!, Don Luca, Mattino Cinque, Pomeriggio Cinque, Baila!, La fattoria, Ugo, Emilio, Domenica Live, Domenica Cinque, Live - Non è la d'Urso, Cari genitori, La grande sfida, Formula segreta, 1 contro 100, Il quizzone, Matricole, Campioni di ballo, Trenta ore per la vita, Appuntamento al buio, Tiramisù, Come sorelle e Stasera Italia.

## Struttura
In viale Europa, 44/46/48 si trova il quartier generale di Mediaset e la branca italiana di MFE.
Il 44 ospita la maggior parte delle produzioni e redazioni dei programmi prodotti da RTI, il 46 la Direzione Affari Legali e le Investor Relations mentre l’alta dirigenza è al civico 48, così come l’area stampa. Al 46 di viale Europa è presente anche "Mediacenter", un intero centro dedicato ai dipendenti dove si possono trovare una palestra, una parafarmacia (originariamente era una farmacia), una libreria Mondadori, un ufficio postale, un negozio di alimentari, un ambulatorio presenziato da specialisti del San Raffaele (precedentemente si trattava di un vero e proprio Pronto Soccorso), uno sportello bancario del Monte dei Paschi di Siena e un asilo per i figli dei dipendenti.
Il Centro di produzione Mediaset di Cologno Monzese ospita il playout (sala emissione) di Canale 5, Italia 1 e Rete 4, la super regia dalla quale avviene la messa in onda di tutti i programmi delle tre reti generaliste del gruppo, mentre l'emissione dei canali tematici (20, Iris, 27Twentyseven, La5, Cine34, Focus, TOPcrime, Boing, Boing Plus, Cartoonito, Mediaset Italia 2, TGCOM24, Mediaset Extra) si trova presso il Technology Operative Center di Segrate.

## Studi e programmi
Studi e programmi della stagione televisiva 2024/2025:
- Studio 4 (HD)[N 1]:  X-Style
- Studio 5 (HD): Fuori dal coro, Dritto e rovescio, Zona bianca, 4 di sera[N 2]
- Studio 6 (HD): Le Iene, Le Iene presentano: Inside, Le Iene presentano: La Cura - Tutto ciò che devi sapere per stare meglio
- Studio 7 Mike Bongiorno (HD): Pressing, Coppa Italia LIVE, 4 di sera[N 3]
- Studio 10 (HD): Verissimo, Quarto Grado
- Studio 11 (HD): Caduta libera, Lo show dei record (versione italiana e spagnola per Telecinco)
- Studio 14 (HD): Striscia la notizia, Paperissima Sprint
- Studio 15 (HD):  Mattino Cinque News,  4 di sera Weekend, TG4, TGcom24, Sport Mediaset, Sport Mediaset Monday Night, Diario del giorno, Studio Aperto, Morning News, 4 di sera News
- Studio 20 (HD): Io canto Generation, Io canto Senior, L'isola dei famosi

## Programmi realizzati dal CPTV di Cologno Monzese presso studi televisivi esterni
Studi e programmi della stagione televisiva 2024/2025:
- Michelangelo Studio  - Via Michelangelo Buonarroti, 31, 20093 Cologno Monzese (HD): La ruota della fortuna[9]
- Soulmovie Studios - Via Deruta 20, 20132 Milano (HD): Sarabanda Celebrity, Sarabanda
- Studio Le Robinie -  Via Michelangelo Buonarroti, 31/A, 20093 Cologno Monzese (HD): La ruota della fortuna[10]

## Curiosità
Gli studi 1, 2 e 3 si trovavano nella vecchia sede di Palazzo dei Cigni a Milano Due ed erano interrati (piano -2).
Gli studi 4, 5, 6 e 7 sono detti "gemelli" in quanto identici a livello di dimensioni (500 m²). 
Lo studio 4 dal 2016 è allestito con greenback, venendo utilizzato principalmente nel caso in cui più programmi, solitamente trasmessi dallo studio 15, debbano andare in onda contemporaneamente. Per un periodo lo studio è stato suddiviso in due parti con relative regie indipendenti, una delle quali considerata  "Studio 3" (da cui è andato in onda Studio Aperto). È stato lo studio da cui è andato in onda Generazione X condotto da Ambra Angiolini nella stagione tv 1995-1996. 
Lo studio 15 è nato nei primi anni 2000 dalla suddivisione dello studio 14. La trasmissione inaugurale fu Top of the Pops su Italia 1.
In particolare, nella seconda metà degli anni 80 e da settembre 2019 alla fine della stagione 2021-2022, gli studi 6 e 7 sono stati uniti, creando un unico studio di 900 m². Il lato lungo che divide i due studi ha la particolarità di essere mobile, consentendo la disposizione dei palchi dei programmi qui realizzati sui lati lunghi e opposti dei due studi. Tale soluzione fu adottata già in passato per programmi quali Telemike, programma di Mike Bongiorno, fino alla penultima edizione (1990-1991) ,Tutti x uno, Ok, il prezzo è giusto!, Risatissima, Mattino Cinque e Pomeriggio Cinque.
Il 5 settembre 2019, lo studio 7 è stato intitolato a Mike Bongiorno a dieci anni dalla sua morte.
Gli studi 6 e 7 sono gestiti da un'unica regia, motivo per il quale, il martedì, andando in onda in diretta Le Iene dallo studio 6, 4 di sera non può essere trasmesso dallo studio 7, venendo quindi trasferito nello studio 5.
Gli studi 8 e 9, molto piccoli, sono attualmente dismessi e si trovano al secondo piano sopra gli studi principali. Oggi, in questi stessi spazi, vi sono allestite salette di doppiaggio e telecronache per partite di calcio. Lo studio 8 in particolare è ricordato per la trasmissione Bim Bum Bam.
Prima della costruzione dello studio 20, in alcune occasioni lo studio 11 è stato diviso in due parti, di cui la seconda metà è stata considerata studio 12, con regia su truck esterno. Lo studio 12, di piccole dimensioni, è tuttavia esistito fisicamente, ma da diversi anni è un magazzino.
La numerazione degli studi non segue un preciso ordine, infatti al giorno d'oggi lo studio 12 non esiste più e non esistono nemmeno gli studi 13-16-17-18-19.
Tutti gli studi del centro di produzione sono ubicati fuori terra e al pian terreno.